# Suthfeld
Suthfeld är en kommun i Landkreis Schaumburg i förbundslandet Niedersachsen i Tyskland. Kommunen bildades 1 mars 1974 genom en sammanslagning av de tidigare kommunerna Riehe, Kreuzriehe och Helsinghausen.
Kommunen ingår i kommunalförbundet Samtgemeinde Nenndorf tillsammans med ytterligare tre kommuner.